# Корхаан
Корхаан (Eupodotis) — рід птахів родини дрохвових (Otididae). Рід містить 5 видів, що поширені в Африці.

## Види
- Корхаан білочеревий (Eupodotis senegalensis)
- Корхаан блакитний (Eupodotis caerulescens)
- Корхаан чорногорлий (Eupodotis vigorsii)
- Корхаан намібійський (Eupodotis rueppellii)
- Корхаан малий (Eupodotis humilis)